# Raja d'Agadir (féminines)
La section féminine du Raja d'Agadir est un club de football féminin marocain. Le club est affilié au Raja d'Agadir.